# フェアウェイ系
フェアウェイ系（フェアウェイけい、Fairway Line）は、馬（主にサラブレッド）の父系（父方の系図）のひとつ。

## 概要
大種牡馬ファラリスの産駒で、ファロスの全弟であり、イギリス・アイルランドのリーディングサイアーの座に4度輝いたFairwayを祖とする父系である。
フェアウェイとLady Jurorとの間に生まれたFair Trialが1950年に英リーディングサイアーに輝くと、1957年に3代目のCourt Martial、1959年に同じく3代目Petition、1979年に4代目Petingo、1980年に5代目Pitcairnが英リーディングサイアーになるなど、1980年代前半までの欧州競馬（特に英国）を代表する血統であった。
日本においても、ダービー馬ダイシンボルガード、タニノハローモア、皐月賞馬ヘキラク、牝馬ながら有馬記念に勝ったスターロツチなどを出している。
1967年に生まれたBrigadier GerardはFair Trialの3×3の近交を持つQueen's Hussarを父とし、2000ギニーでミルリーフを圧倒し、その後デビュー以来無敗の15連勝を達成するなど欧州最強マイラーといわれながら、大競走を制する産駒を出さないままに亡くなった。そのほか、1978年生まれで1981年の英ダービーを10馬身差で制したShergarが種牡馬入り直後に誘拐され行方不明になったこと、期待されていたTroyが1983年に7歳で急死したこと、日本に輸出されたイングリッシュプリンスの早世、グランディの失敗などにより、現在ではほとんどその父系は世界から見られなくなってしまった。2007年にドバイゴールデンシャヒーンを制したKelly's LandingはBrigadier Gerardの玄孫にあたるが、セン馬である。アルゼンチンやオーストラリアにはまだわずかに残るが、時間の問題である。

## サイアーライン
- Darley Arabian 1700
  - Bartlet's Childers 1716
    - Squirt 1732
      - Marske 1750
        - Eclipse 1764　　　---←エクリプス系へ戻る
          - Potoooooooo 1773
            - Waxy 1790
              - Whalebone 1807
                - Sir Hercules 1826
                  - Birdcatcher 1833
                    - The Baron 1842
                      - Stockwell 1849
                        - Doncaster 1870
                          - Bend Or 1877
                            - Bona Vista 1889
                              - Cyllene 1895
                                - Polymelus 1902
                                  - Phalaris 1913　　　---←ファラリス系へ戻る
                                    - Fairway 1925　　　---↓フェアウェイ系（改行）

---↓フェアウェイ系---
- Fairway 1925
  - Fair Trial 1932　　　---→フェアトライアル系へ
  - Fairhaven 1932
  - Hairan 1932
  - Piccadilly 1932
  - Tiderace 1932
  - Pay Up 1933
  - Walvis Bay 1933
  - Fair Copy 1934
    - Copper Plate 1943
    - Menetrier 1944
      - Blue Choir 1951

    - Zarabanda 1951

  - Fairford 1934
  - Full Sail 1934
    - Chacabuco 1939
    - Espadin 1940
      - Iceberg 1948

    - Seductor 1943
      - Sideral 1948
        - Sensitivo 1957
          - West Coast Scout 1968

        - Troubadour 1957
        - *エルセンタウロ El Centauro II 1959
          - Martinet 1966
            - El Gran Capitan 1971

          - Cipol 1967
          - Stallwood 1972
          - ニチドウタロー 1976

        - Rigolo 1961
        - Proposal 1963
          - Everton 1969

        - Kublai Khan 1968

      - Irmak 1959
      - Escudo Real 1962

    - Elisathe 1944

  - Golden Eagle 1935
  - Shifting Sands 1935
    - Texas Sandman 1941

  - Blue Peter 1936　　　---→ブルーピーター系へ
  - Meadow 1936
    - Quibu 1942

  - Airway 1937
  - Piping Rock 1937
    - Imperium 1946

  - Fairy Prince 1938
  - Channel Swell 1939
  - *ハロウェー Harroway 1940 → スターロツチ 1957、アイテイオー 1960
    - ゴウセイ 1956
    - ハローモア 1956
      - ホツカイタケル 1970
      - タクマスリー 1973

    - シヨウザン 1957
    - シモフサホマレ 1959
    - ハロータイム 1963
    - タニノハローモア 1965

  - Kingsway 1940
    - Royal Vale 1948

  - Solferino 1940
    - *ソロナウェー Solonaway 1946 → ハツユキ 1962、キーストン 1962、ヤマピット 1964
      - Lucero 1953 → Lucasland 1962
      - ワールドコンカ 1960
      - コトブキノニ 1961
      - ブルタカチホ 1961
      - セフトウエー 1962
      - キョウエイヒカリ 1963
      - テイトオー 1963
      - ケンサチオー 1966
      - セントマーチス 1969

  - Way In 1940
  - Honeyway 1941
    - Donald 1953
    - Empire Way 1953
    - Right of Way 1957
    - Sunny Way 1957
      - Mount Athos 1965

    - Better Honey 1958
    - Typhoon 1958
    - Great Nephew 1963
      - *グランディ Grundy 1972
        - *グランディオース Grandiose 1977
        - Kirtling 1978
          - Political Ambition 1984

        - カールセンプー 1987

      - Vaigly Great 1975
        - Hallgate 1983

      - Saher 1976
      - Nikoli 1977
      - Shergar 1978
        - *アウザール Authaal 1983

    - Montevideo 1963

  - Fairwell 1942
  - Vicinity 1942
  - Wayside Inn 1942
  - White Ensign 1942
  - Fast and Fair 1943
  - The Yuvaraj 1943
    - Tatan 1952
      - Tibaldo 1960
      - Hydrologist 1966
      - *ロイヤルタタン Royal Tatan 1966
        - ホロトウルフ 1984

      - Tantoul 1968
        - El Barril 1976
        - Ibacache 1976

    - Tamao 1958
    - Tronado 1960

  - Doughboy 1944
  - Dogger Bank 1946

- サイアーライン上は種牡馬入りした馬。→印は種牡馬入りしなかった牡馬・牝馬・セン馬の代表産駒を示す。